# Larte Herminio Coritinesano
Larte Herminio Coritinesano  fue un político romano del siglo V a. C. perteneciente a la gens Herminia. Quizá emparentado con Tito Herminio Aquilino, de su consulado Tito Livio dice que, en el continuo conflicto entre los patricios y la plebe, no tomaron partido ni por unos ni por la otra. Las fuentes han transmitido diferentes praenomina para este consular: Tito Livio dice que fue «Espurio»; Casiodoro, «L.»; Dionisio de Halicarnaso y Diodoro Sículo formas corruptas de «Larte». Probablemente el texto de Tito Livio también decía originalmente «Larte».